# Cashbox
Cashbox (auch: Cash Box) war eine wöchentlich erscheinende Fachzeitschrift für Musik, die von Juli 1942 bis November 1996 publiziert wurde. Inzwischen wurde das Magazin als Onlineausgabe wiederbelebt.
Cashbox war eine der Publikationen, die Listen populärer Musikstücke in den USA erstellten. Prominenteste Mitbewerber waren Billboard und Record World.
Im Gegensatz zu Billboard hatte Cashbox ursprünglich alle erhältlichen Aufnahmen eines Songs in eine Chartposition gebracht, mit Informationen zu den jeweiligen Künstlern und herausgebenden Labels der jeweiligen Version versehen und alphabetisch nach Firmen sortiert. Daher war zunächst auch nicht erkennbar, welche Aufnahme am besten verkauft worden war, daher wurde ab der Ausgabe vom 25. Oktober 1952 ein Stern neben die Namen der wichtigsten Künstler gesetzt. Cashbox veröffentlichte ab Frühjahr 1950 auch Jukebox-Charts mit zusätzlichen Informationen zu den aufnehmenden Künstlern.
Es wurden unterschiedliche Hitlisten geführt, nämlich über Schallplattenverkäufe und Radio-Airplay – ähnlich, wie es Billboard mit seinen Billboard Hot 100 machte, mit denen versucht wurde, alle Popularitätswerte am Ende in einer zusammenfassenden Liste darzustellen. Zusätzlich wurden von Cashbox noch genreorientierte Listen geführt, beispielsweise für Country-Musik und R&B. 
Cashbox wurde 2006 mit der Zustimmung und Unterstützung der Familie des Gründers, George Albert, als Internetmagazin wiederbelebt und gibt gelegentlich gedruckte Sonderausgaben heraus.